# داستان قرارداد ازدواج پارک
داستان قرارداد ازدواج پارک (انگلیسی: The Story of Park's Marriage Contract؛ کره‌ای: 열녀 박씨 계약 결혼뎐) یک مجموعهٔ تلویزیونی کره جنوبی سال ۲۰۲۳ با بازی لی سه یونگ و به این هیوک است. این مجموعه از ۱۷ نوامبر ۲۰۲۳ تا ۶ ژانویه ۲۰۲۴، روزهای جمعه و شنبه از ام‌بی‌سی برای ۱۲ قسمت پخش شد. داستان قرارداد ازدواج پارک همچنین برای استریم در ویو در کره جنوبی و در ویو در ویکی مناطق منتخب قابل دسترسی است.

## بازیگران

### اصلی
- لی سه یونگ در نقش پارک یون وو[۸]
- به این هیوک در نقش کانگ ته ها[۹]